# 山口県道37号宇部美祢線
山口県道37号宇部美祢線（やまぐちけんどう37ごう うべみねせん）は、山口県宇部市から美祢市に至る県道（主要地方道）である。

## 概要
宇部市吉見の国道2号厚東駅入口交差点（JR山陽本線厚東駅前）から、美祢市伊佐町伊佐の国道435号伊佐町北川交差点までを結ぶ。
起点 - 宇部市矢矯（やはぎ）の山口県道30号小野田美東線交点までの区間は、大部分が幅員狭小区間となっている。前半は生活道路、後半は林道の様な道路になっている。そのため、宇部 - 美祢間を走る車でこの区間を走る車は少ない。
宇部市矢矯 - 美祢市伊佐町伊佐の区間は全区間2車線で整備されており、有帆川、宇部伊佐専用道路、中国自動車道などと並行して進む。途中、伊佐町奥万倉にある国指定天然記念物の万倉の大岩郷や、伊佐町堀越にある桜山総合公園へのアクセス道路がある。また、涼木峠と呼ばれる峠を通る。

### 路線データ
- 起点：宇部市吉見（厚東駅入口交差点＝国道2号交点）
- 終点：美祢市伊佐町伊佐（伊佐町北川交差点＝国道435号交点）

## 歴史
- 1993年（平成5年）5月11日 - 建設省から、県道宇部美祢線の一部が宇部美祢線として主要地方道に指定される[1]。

## 路線状況

### 重複区間
- 山口県道30号小野田美東線（宇部市矢矯 地内）

## 地理

### 通過する自治体
- 宇部市
- 美祢市

### 交差する道路
- 国道2号（宇部市吉見・厚東駅入口交差点、起点）
- 山口県道30号小野田美東線（宇部市矢矯）
- 山口県道30号小野田美東線（宇部市矢矯）
- 山口県道224号西万倉山陽線（宇部市西万倉）
- 山口県道355号奥万倉厚狭線（宇部市西万倉）
- 山口県道232号奥万倉山陽線（美祢市伊佐町奥万倉）
- 国道435号（美祢市伊佐町伊佐・伊佐町北川交差点、終点）

### 峠
- 涼木峠